# Младица
Младица (лат. Hucho hucho) је слатководна, брза риба која припада породици пастрмки.
- Латински назив
- Локални називи: дринска лепотица, дунавски колос, дунавски лосос,краљица букова,краљица свих риба
- Максимална дужина: преко 2 метра
- Максимална маса: 52
- Време мреста: од марта до априла

## Опис и грађа
Младица има лепо, дугачко и ваљкасто тело, и она је највећи представник пастрмског рода. Плива великом брзином, а репно пераје је веома снажно. Шкржни поклопци су велики и широко их отвара. Боја јој је изразито лепа и на снегу делује величанствено. По телу има црне пеге. Глава и леђа су јој тамносмеђи до зеленкасти, а код понеких примерака благо ружичаста са преливима, што је везано за место обитовања. За време мрешћења је још лепше и тада добија неку бакарнољубичасту боју. Највећа икада уловљена младица била је тешка 59,4 килограма и дуга 186 cm. Било је то 1873. године. Званично признати рекорд држи примерак од 34,511 килограма уловљен 1985. у Аустрији. Извештено је и о улову младице од 36 кг у Дрини код Фоче 1940.

## Навике, станиште, распрострањеност
Младица се држи, и то крупнији примерци, дубоких вирова са скровитим местима под обалом, одакле повремено крећу у потрагу за храном, углавном на брзаке – ујутру на улазе, а увече на излазе вирова. Кад се нахрани, младица се враћа у своје скровиште и љубоморно га чува од уљеза. Храни се рибом и раковима.
У Србији најлепши примерци се могу наћи код Бајине Баште па низводно до села Црнча пре почетка Зворничког језера у Општини Љубовија, мада је има и низводно све до ушћа Дрине у Саву, па чак залута и у савске воде поготово око ушћа и то за време јаких зима када она трага за белом рибом, а нарочито скобаљем који јој је омиљена храна. Има је и у горњем току Ибра, Лиму, Вапи, а одскора и у Моравици и Нишави са притоком Јермом где је доспела порибљавањем.
Као глобално угрожена врста лов младице на територији Србије подлеже контроли. Стављена је на Прилог 2 Уредбе о контроли и заштити угрожених врста, што значи да спада у организме чији опстанак није директно угрожен од нестанка, али им прети да у случају прелова, загађења итд. постану критично угрожене. То су рањиве, ендемичне, индикаторске, реликтне, међународно значајне дивље врсте, или врсте од економског значаја које се могу ловити или сакупљати само на основу специјалне дозволе.
У Црној Гори младица се може наћи већином на северу Црне Горе у рекама Лим, Ћехотина, Тара, Ључа и Мртвица, као и на подручју Плавског језера. Она припада групи од око 30 слатководних врста риба тог подручја, и представља једну од атрактивнијих опција када је у питању риболов на северу Црне Горе. (Пошто спада у ређе врсте, риболовци треба да обрате пажњу на ловостајне уредбе и прописе о ограничењу.)

## Размножавање
Младица се мрести од марта до априла када воде достигну температуру од 6-10⁰ C, излеже 10-25000 јајашаца. Полно је зрела са 5 година кад је дугачка 50-60 cm.